# Reinhard Gehlen

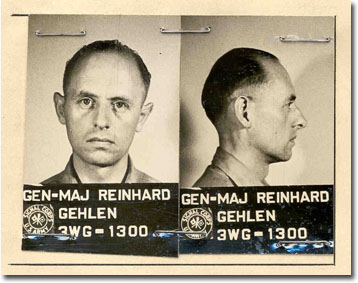
Reinhard Gehlen w niewoli amerykańskiej, 1945

Reinhard Gehlen (ur. 3 kwietnia 1902 w Erfurcie, zm. 8 czerwca 1979 w Bergu koło Starnberga) – niemiecki generał major Wehrmachtu i generał porucznik rezerwy Bundeswehry, ostatni szef wydziału OKH Fremde Heere Ost (Obce Armie Wschód) – wywiadu wojskowego niezależnego od Abwehry i SD, twórca i pierwszy kierownik zachodnioniemieckiego wywiadu zorganizowanego początkowo jako tzw. Organisation Gehlen (Organizacja Gehlena), a następnie jako Bundesnachrichtendienst (Federalna Służba Wywiadowcza; BND).

## Życiorys
Był synem por. Walthera Gehlena. Jego matka pochodziła z arystokratycznej, flamandzkiej rodziny van Vaernewycków. W 1908 r. Gehlenowie przenieśli się do Wrocławia, gdzie ojciec został księgarzem i wydawcą. Reinhard Gehlen uczył się w gimnazjum im. Króla Wilhelma. Już w tym czasie wykazał cechy indywidualisty, zainteresowanego liczbami, formułami matematycznymi i statystykami. W 1918 r. wstąpił do armii. W 1931 r. wziął ślub, jego żona wywodziła się z rodziny jednego z generałów Fryderyka Wielkiego, dzięki czemu Gehlen zaczął szybko awansować.
Po ukończeniu Akademii Wojennej, został w 1935 roku w stopniu kapitana członkiem wydziału operacyjnego Sztabu Generalnego Dowództwa Sił Lądowych III Rzeszy. W czasie agresji na Polskę) był szefem sztabu 213 Dywizji Piechoty w stopniu majora, a podczas niemieckiej agresji na Francję pełnił funkcję oficera łącznikowego przy 16 Armii. W czerwcu 1940 roku został adiutantem szefa Sztabu Generalnego Franza Haldera, by w październiku 1940 objąć kierownictwo sekcji wschodniej w wydziale operacyjnym sztabu armii.
Jako oficer wydziału operacyjnego był jednym ze współautorów planu ataku III Rzeszy na ZSRR. W kwietniu 1942 w stopniu podpułkownika przejął kierowanie wydziałem Obce Armie Wschód (niem. Fremde Heere Ost) w Sztabie Generalnym Wojsk Lądowych (OKH), który miał siedzibę w Mamerkach (w czasie pobytu Hitlera w Wilczym Szańcu). W grudniu 1944 awansowany do stopnia generała-majora. Gehlen przebywał zwykle w Mamerkach, chociaż jego placówka wywiadu znajdowała się w Twierdzy Boyen w Giżycku. Tam zbierano informacje na tematy związane z sytuacją wojskową i przygotowywano agentów na teren ZSRR. Według J. Thorwalda, który prowadził rozmowy z Gehlenem przed napisaniem książki, w twierdzy Boyen przygotowywano kadrę na potrzeby Rosyjskiej Armii Wyzwoleńczej.
Jego realistyczne raporty zostały uznane przez Hitlera za defetyzm, co doprowadziło do zdymisjonowania go 9 kwietnia 1945 r., jednak już wcześniej Gehlen zabezpieczył archiwa Wydziału Obce Armie Wschód i ukrył je w starej kopalni na terenie Bawarii, by mogły stać się argumentem na rzecz zwolnienia z amerykańskiej niewoli, gdy już się do niej dostanie. Reinhard Gehlen dostał się 22 maja 1945 do niewoli amerykańskiej.

### Pobyt w Stanach Zjednoczonych
Wkrótce po dostaniu się do niewoli zwrócił się do władz amerykańskich z przygotowanym oświadczeniem: Jestem głównodowodzącym Grupy Armii Wschód w kwaterze głównej wojsk niemieckich. Mam do przekazania informacje o najwyższym znaczeniu dla waszego rządu.
Mimo takiej postawy i złożonej propozycji został niebawem osadzony wraz z innymi niemieckimi więźniami w obozie w Salzburgu. Niedługo potem Rosjanie domagali się jego wydania (razem z aktami), ale Amerykanie nie chcieli spełnić ich żądań, gdyż już wiedzieli kim jest ten „nieokrzesany” generał.
Gehlen przybył do Fort Hunt, niedaleko Waszyngtonu, na pokładzie wojskowego samolotu DC-3 po kilkunastu dniach od zakończenia II wojny światowej. Tu na miejscu odwiedzali go kolejni wysoko postawieni oficerowie wojska, wywiadu (m.in. Allen Dulles – szef Biura Służb Strategicznych (OSS), poprzedniczki CIA) oraz doradcy prezydenta Harry’ego Trumana.
Dla Amerykanów stał się ważnym źródłem informacji na temat Rosjan (Sowietów) i ich potencjału militarnego, gdyż jako jeden z najważniejszych oficerów Hitlera na froncie wschodnim kierował rozległą i dobrze zorganizowaną siatką nazistowskich szpiegów (jej członkami nie byli wyłącznie Niemcy) działających na szkodę Armii Czerwonej i całego ZSRR.

### Organisation Gehlen
Z upoważnienia Amerykanów Gehlen przystąpił latem 1945 do tworzenia służby wywiadowczej o nazwie Organizacja Gehlena. Organizacja ta stanowiła podstawę utworzonej w 1956 w Niemczech Federalnej Służby Wywiadowczej (Bundesnachrichtendienst). Reinhard Gehlen stał na jej czele przez 12 lat, od 1956 do 1968, gdy został zmuszony do przejścia w stan spoczynku i zastąpił go Gerhard Wessel. Został przyjęty do Bundeswehry jako generał-porucznik rezerwy.

### Po II wojnie światowej
Po rocznym pobycie w Waszyngtonie Gehlen powrócił do Niemiec jako wpływowy agent. Jego – często wyolbrzymione – raporty na temat siły militarnej Związku Radzieckiego (m.in. na temat przewagi Rosjan w broni balistycznej określonej przez Amerykanów jako „luka nuklearna” lub „luka rakietowa”) spowodowały zaostrzenie stosunków pomiędzy wrogimi sobie blokami (Wschód – Zachód) i eskalację zimnej wojny do niebezpiecznych granic (m.in. kryzys kubański).
Na podstawie tych raportów amerykańscy wojskowi, analitycy z CIA i wywiadu wojskowego (oraz przedstawiciele kompleksu przemysłowo – zbrojeniowego) domagali się od Kongresu zwiększenia budżetu na obronność.
Do współpracy z Amerykanami Gehlen zaangażował – wbrew pierwotnym ustaleniom – byłych gestapowców i SS-manów. Wśród jego współpracowników byli m.in.:
- Franz Alfred Six (odpowiadał za wymordowanie ponad trzydziestu Żydów w getcie w Smoleńsku).
- Emil Augsburg (nadzorował mordowanie ludzi na tyłach wroga na terenie ZSRR).
- Klaus Barbie („Rzeźnik z Lyonu”; przez pewien czas mieszkał w USA).

## Agencja 114
Tuż po zakończeniu II wojny światowej Armia Stanów Zjednoczonych, szukając informacji na temat działań sowieckich agentów w strefie okupowanej przez USA, nawiązała kontakt z Reinhardem Gehlenem, który przystąpił do tworzenia agencji. Oprócz działań kontrwywiadowczych wymierzonych w Sowietów, Agencja 114 rozpoczęła również monitorowanie krajowych lewicowców i pacyfistów. Wykorzystywana do celów kontrwywiadowczych, służyła jako główne wejście do zachodnioniemieckiego wywiadu dla byłych nazistów.

## Awanse
- podporucznik – 1 grudnia 1923
- porucznik – 1 lutego 1928
- kapitan – 1 maja 1934[8]
- major – 1 marca 1939
- podpułkownik – 1 lipca 1941
- pułkownik – 1 grudnia 1942
- generał-major – 1 grudnia 1944
- generał-porucznik rezerwy – po 1955[9]

## Ordery i odznaczenia

### III Rzesza
- Srebrny Krzyż Niemiecki – 28 marca 1945
- Wojenny Krzyż Zasługi I klasy
- Krzyż Żelazny II klasy
- Wojenny Krzyż Zasługi II klasy
- Odznaka za Służbę w Wehrmachcie – 4, 12, 18 i 25 lat służby
- Medal Pamiątkowy 1 października 1938

i inne
- Krzyż Wielki Orderu Zasługi Republiki Federalnej Niemiec – 30 kwietnia 1968
- Medal za Dobre Zachowanie – Stany Zjednoczone
- Krzyż Wielki Orderu Pro Merito Melitensi – Zakon Maltański (1948)